# عشق، هوس، ایمان و رؤیاها
عشق، هوس، ایمان و رؤیاها (به انگلیسی: Love, Lust, Faith and Dreams) (به صورت نوشتاری: LOVE LUST FAITH + DREAMS) چهارمین آلبوم گروه راک آمریکایی ترتی سکندز تو مارس است. این آلبوم مفهومی در ۱۷ می ۲۰۱۳ توسط ویرجین رکوردز منتشر شد و پس از انتشار تا رتبه ۶ بیلبورد ۲۰۰ صعود کرد.